# Phagnalon latifolium
Phagnalon latifolium là một loài thực vật có hoa trong họ Cúc. Loài này được Maire miêu tả khoa học đầu tiên năm 1928.